# 格賴斯小油鯰
格賴斯小油鯰為輻鰭魚綱鯰形目鼬鯰科的其中一種，為熱帶淡水魚，分布於南美洲厄瓜多Durango、Sapayo及Vaqueria河流域，體長可達14公分，棲息在底層水域，生活習性不明。

## 扩展阅读
維基物種上的相關：格賴斯小油鯰